# 1514

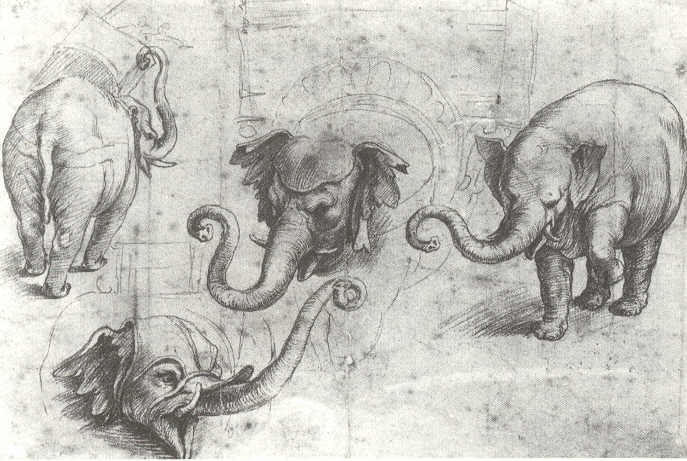
Elefante oferecido ao papa Leão X por Dom Manuel I. Apontamento do pintor Rafael Sanzio. Museu Ashmolean, Oxford.

- Wikisource

| Calendário gregoriano                                                        | 1514 MDXIV                                           |
| Ab urbe condita                                                              | 2267                                                 |
| Calendário arménio                                                           | 963 – 964                                            |
| Calendário bahá'í                                                            | -330 – -329                                          |
| Calendário budista                                                           | 2058                                                 |
| Calendário chinês                                                            | 4210 – 4211 Início a 26 de janeiro (aproximadamente) |
| Calendário copta                                                             | 1230 – 1231                                          |
| Calendário etíope                                                            | 1506 – 1507                                          |
| Calendários hindus - Vikram Samvat - Calendário nacional indiano - Cáli Iuga | 1569 – 1570 1435 – 1436 4614 – 4615                  |
| Calendário Holoceno                                                          | 11514                                                |
| Calendário islâmico                                                          | 920 – 921                                            |
| Calendário judaico                                                           | 5274 – 5275                                          |
| Calendário persa                                                             | 892 – 893                                            |
| Calendário rúnico                                                            | 1764                                                 |
| Calendário solar tailandês                                                   | 2057                                                 |

1514 (MDXIV na numeração romana) foi um ano comum do século XVI do Calendário Juliano, da Era de Cristo, a sua letra dominical foi A (52 semanas), teve início a um domingo e terminou também a um domingo.
| Ano completo                    |
| ------------------------------- |
| Ano comum com início ao domingo |

## Eventos
- Março - Luís XII de França assina paz com o imperador Maximiliano I, imperador do Sacro Império Romano-Germânico.
- 12 de Março - 2º Domingo da Quaresma - Entrada solene em Roma da impressionante embaixada enviada pelo rei D.Manuel I de Portugal ao Papa Leão X.
- 12 de Junho
  - Criação da Diocese do Funchal pela Bula Pro Excelenti e eleição de D. Diogo Pinheiro para seu Bispo.
  - Transferência da sede da paróquia da Igreja de Nossa Senhora do Calhau para a Sé Catedral no Funchal.
- 18 de junho - Elevação do lugar de Nordeste, ilha de São Miguel, à categoria de vila.
- julho - Paz entre Inglaterra e França.
- 15 de setembro - O rei dom Manuel outorga um foral ao Montijo, localidade conhecida então como Aldeia Gallega ou Aldeia Gallega do Ribatejo ou Aldegalega, renovando-o 4 meses depois, a 17 de janeiro de 1515.
- 17 de setembro – Alvará determinando que os capitães das ilhas dos Açores obedeçam ao corregedor.
- 9 de outubro - Celebra-se o matrimônio entre Luís XII de França e Maria Tudor (rainha consorte de França).* Criação do Bispado do Funchal e Criação da Câmara Eclesiástica da mesma cidade.
- Doação da Capela dos Santos Reis (Funchal) ao Hospital da cidade do Funchal.
- Carta de Frei Nuno Cão ao Rei solicitando parecer sobre as obras na torre da igreja do Funchal.
- Em Portugal, Forais de Armamar, Préstimo, Anadia, Avelãs de Caminho, Óis do Bairro, São Lourenço do Bairro, Sangalhos, Alvarenga, Pinheiro da Bemposta, Vale de Cambra, Midões e Alhos Vedros.
- Carta do rei D. Manuel I de Portugal, nomeando cavaleiro João Dias Ximenes, terceirense, que havia combatido com denodo na Batalha de Azamor.
- O Império Otomano apodera-se do Curdistão.

## Nascimentos
- 31 de dezembro - Andreas Vesalius, anatomista belga.

## Mortes
- 9 de Janeiro - Ana, Duquesa da Bretanha e rainha consorte de França (n. 1477).
- 11 de Março - Donato d'Angelo Bramante, pintor italiano.
- 28 de Novembro - Hartmann Schedel, cartógrafo alemão.
- Vicente Yáñez Pinzón, explorador espanhol.

## Por tema
- 1514 no Brasil